# 楊俊 (曹魏)
楊 俊（よう しゅん、? - 222年）は、中国後漢末期から三国時代の政治家。字は季才。司隷河内郡獲嘉県（現在の河南省新郷市獲嘉県）の人。子の名は不明。孫は楊覧・楊猗。孫娘は西晋の東海王司馬越の母。

## 生涯
若い頃は辺譲の元で学問を習っており、辺譲から高く評価された。
戦乱が発生すると、楊俊は河内が交通の要所であると考え、京県・密県の人々を連れて山へ逃げたが、老若を問わず、財産の有無に拘らず通じあったという。また、親族旧知で誘拐された者を家の財産を傾けて救済したという。
河内においては司馬朗の名声が高かったが、楊俊はその弟でまだ若年であった司馬懿の才能をいち早く評価した。また、司馬一族の中でも無名であった司馬芝の才能を認め、これを評価した。さらに、戦乱で孤児となり低い身分の中にあった王象を見出した。司馬懿・司馬芝・王象、それぞれが後に才能を開花させた。その他、優れた人材を次々と世に送り出した。
曹操に仕えたが、魏諷の乱で自ら責任を申し出て、左遷されている（後に曹丕が即位すると復職することになる）。曹丕と曹植との家督争いでは曹植を支持したため、曹丕が太子となり、禅譲により魏の皇帝になると疎まれるようになった。曹丕の巡行の際に、南陽郡の宛の県令が城門を閉ざしていた。曹丕はこれにかこつけて南陽の太守である楊俊を捕縛し、楊俊は自殺に追い込まれた。曹丕とも親しかった司馬懿や王象は、楊俊の助命を頭から血が流れるほど、床に叩き付け嘆願したが容れられなかった。楊俊も「私は罪を弁えております」と言い、自殺したという。人々は冤罪として悲しみ悼んだ。王象も楊俊を救えなかったことに心を苛まれ、ほどなく病死した。
孫は二人とも魏・西晋に仕えた。